# Préaux-du-Perche
Préaux-du-Perche era una comuna francesa situada en el departamento de Orne, de la región de Normandía, que el 1 de enero de 2016 pasó a ser una comuna delegada de la comuna nueva de Perché en Nocé al fusionarse con las comunas de Colonard-Corubert, Dancé, Nocé, Saint-Aubin-des-Grois y Saint-Jean-de-la-Forêt.

## Demografía
| Gráfica de evolución demográfica de Préaux-du-Perche entre 1800 y 2014 |
|                                                                        |

Los datos demográficos contemplados en este gráfico de la comuna de Préaux-du-Perche se han cogido de 1800 a 1999 de la página francesa EHESS/Cassini, y los demás datos de la página del INSEE.

## Historia
Préaux proviene del latín pratellus (pequeño prado) en el sentido de «dependencia» de la abadía parisina de Saint Germain des Près. La parroquia fue fundada en el siglo IX por la abadía de Saint-Germain-des-Près y se cita alrededor del año 1100 con el nombre Prahelum (cartulario de Saint Denis de Nogent); en 1194, el nombre se convirtió en Praelli. En 1541, el papel de la nobleza de Perche se escribía: Préaulx.
Cuando se crearon los cantones, Préaux se convirtió en la capital cantonal; este cantón fue abolido durante la redistribución cantonal. En 1971, Préaux tomó el nombre de Préaux-du-Perche y contaba con 543 habitantes (2015), de los cuales el 88% eran electores.